# Yousuf Hussain
Yousuf Hussain Mohamed (arab. يوسف حسين محمد) (ur. 8 lipca 1965) – emiracki piłkarz grający na pozycji środkowego obrońcy.

## Kariera klubowa
W czasie swojej kariery piłkarskiej grał w Nadi asz-Szarika.

## Kariera reprezentacyjna
Z reprezentacją ZEA, uczestniczył w Mistrzostwach Świata w 1990 we Włoszech. W turnieju wystąpił w dwóch meczach ZEA z reprezentacją Kolumbii i reprezentacją RFN.